# Kianit
Kianit (starogrčki: kyanos = plav) je tipičan plavi silikatni mineral, često nađen u aluminijem bogatim metamorfnim pegmatitima i/ili sedimentnim stijenama. Kianit je tipični mineral metamorfnih facijesa plavih škriljavaca.
On je član alumosilikatne serije koja uključuje polimorfe andaluzit i silimanit. Kianit je jako anizotropan te zbog toga njegova tvrdoća varira ovisno o kristalografskom smjeru. Iako je to obilježje gotovo svih minerala, kod kianita se ovo svojstvo može uzeti kao tipično i kao identificirajuća karakteristika.

## Uporaba
Primarno se koristi kao vatrostalni materijal te u keramičkoj industriji, za pravljenje razne porculanske robe, uključujući i posuđa. Koristi se i kao električni izolator te kao abraziv. Kianit je važan i u rudarstvu. Koristi se i kao dragi kamen, iako je takva upotreba ograničena njegovim anizotropizmom i savršenom kalavošću. Konačno, kijanit je i cijenjeni mineral među kolekcionarima.

## Minerali uz koje dolazi
Obično dolazi u asocijaciji s:
- andaluzitom, Al2SiO5
- sillimanitom, Al2SiO5
- kvarcom, SiO2
- staurolitom, Fe2Al9Si4O22(OH)2
- tinjcima, AB2-3(X, Si)4O10(O,F,OH)2
- granatima, A3B2(SiO4)3

## Veća ležišta
Kijanit u većim količinama nalazimo u Brazilu; Sjevernoj Karolini, SAD; Švicarskoj, Rusiji, Srbiji, Indiji i Keniji.
Prvi put je nađen u Pizzo Fornu, u Tessinu, Švicarska.

## Drugi nazivi
Kijanit ima nekoliko alternativnih imena, uključujući disten i munkrudit. Bijelo-sivi kijanit još zovemo i reticit.

## Identifikacija
Kijanitovi izduženi, stupićasti kristali jesu obično prvo što nam ukazuje na prepoznavanje minerala, baš kao i njegova boja (kada je uzorak plav). Minerali s kojima dolazi također su korisni pri identifikaciji, pogotovo ako su u blizini njegovi polimorfi ili staurolit, koji se vrlo često pojavljuje s kijanitom. No, najkorisnija karakteristika pri determiniranju kijanita je njegova anizotropija. Kijanit ima dvije potpuno različite tvrdoće na okomitim osima i to ga vrlo lako razlikuje od drugih minerala.

## Polimorfi
- Andaluzit
- Silimanit

## Alteracije
Pri izuzetno visokim temperaturama i kijanit i oba njegova polimorfa mogu prijeći u mulit, Al6Si2O13.